# Chemin de Lanusse
Pour les articles homonymes, voir Lanusse.
Le chemin de Lanusse (en occitan : camin de Lanussa) est une voie de Toulouse, chef-lieu de la région Occitanie, dans le Midi de la France.

## Situation et accès

### Description
Le chemin de Lanusse est une voie publique. Il traverse successivement les quartiers de Croix-Daurade, Borderouge et Trois-Cocus.
Le chemin de Lanusse correspond à une partie de l'ancien chemin vicinal no 5, qui traversait le nord du terroir de Lalande et de Croix-Daurade, depuis la route de Fronton jusqu'à la route d'Agde en passant par le chemin du Séminaire, le chemin d'Audibert, le chemin de Lanusse et le chemin de Nicol. 
Le chemin de Lanusse se termine au carrefour de la rue Ernest-Renan et du chemin des Izards, face à la place des Trois-Cocus. Il est prolongé à l'ouest par le chemin d'Audibert qui aboutit à la route de Launaguet, à proximité de l'ancienne gare de Route-de-Launaguet.

### Voies rencontrées
Le chemin de Lanusse rencontre les voies suivantes, dans l'ordre des numéros croissants (« g » indique que la rue se situe à gauche, « d » à droite) :
1. Route d'Albi
2. Place de la Cabarette (g)
3. Chemin de Lapujade (g)
4. Rue François-Lachambre (g)
5. Rue de la Maourine (g)
6. Rue du Petit-Castelet (g)
7. Chemin Raynal (g)
8. Chemin Pujibet (d)
9. Avenue Maurice-Bourgès-Maunoury
10. Impasse de la Pommeraie (d)
11. Rue Paul-Valéry (g)
12. Rue Edmond-Rostand (d)
13. Rue Ernest-Renan

## Odonymie
Le chemin de Lanusse tient son nom du château (actuel no 102) et du vaste domaine que possédait, au XVIIe siècle, François Lanusse, bourgeois et capitoul en 1669. L'homophonie comique de ce nom – comme pour le chemin de la Levrette ou la rue de la Verge-d'Or – explique que la plaque de rue soit régulièrement volée.

## Patrimoine et lieux d'intérêt

### Château de Lanusse

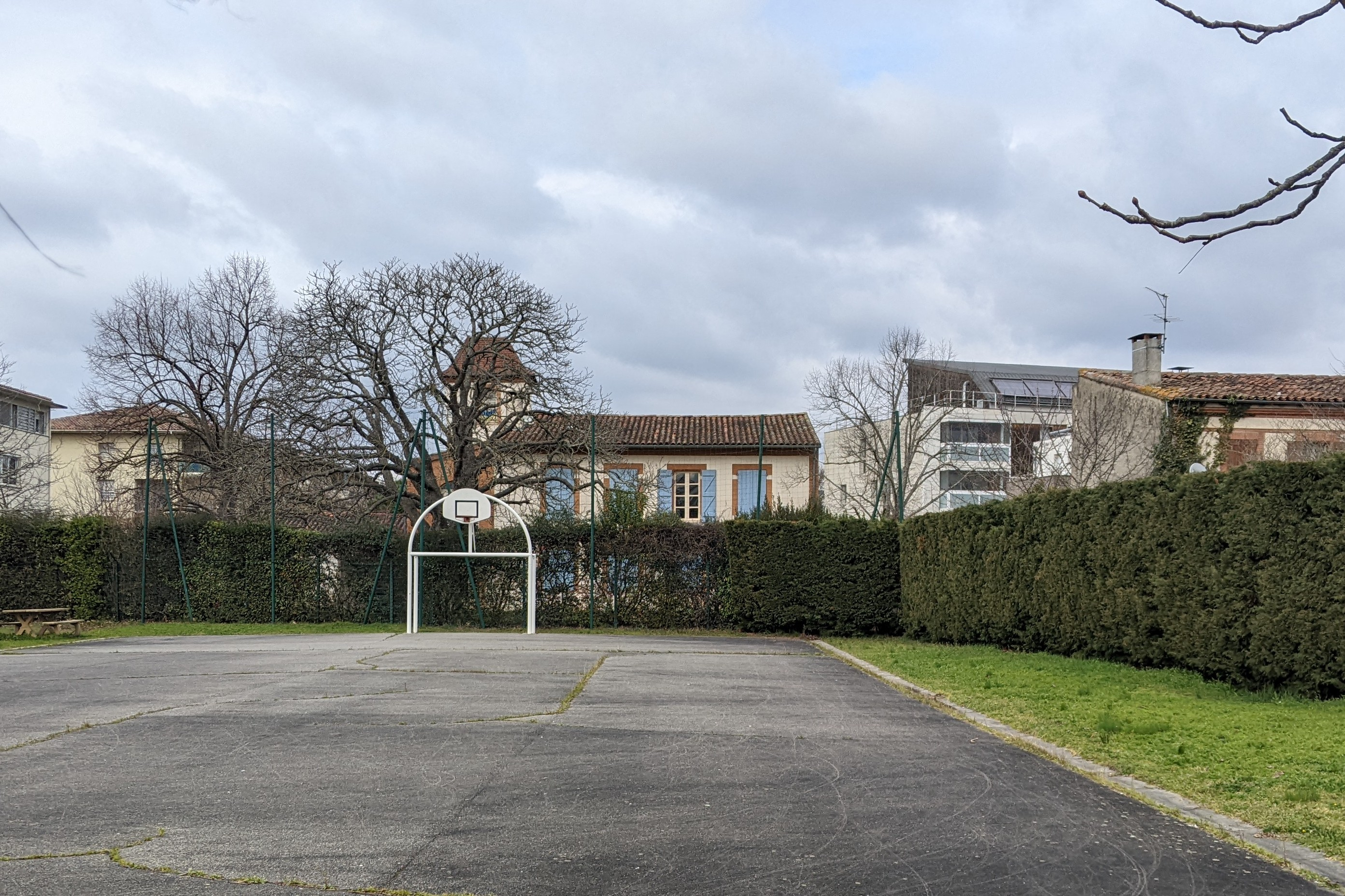
no 102 : château de Lanusse.

En 1680, François Lanusse possède un vaste domaine agricole de plus de 66 arpents qui se compose d'une maison de campagne et d'une métairie avec four, un jardin, des champs et des vignes, des prés et un bois. Au milieu du XVIIIe siècle, le domaine passe à Dominique Bernardet, avocat au parlement. C'est probablement lui qui fait construire le château actuel et aménager une orangerie, un pigeonnier et un vivier. Au milieu du XIXe siècle, le domaine est passé au directeur de la Banque de France de Toulouse, mais il est progressivement démembré au cours du siècle suivant. En 2000, le château, qui est propriété de la mairie, est vendu à l'association diocésaine à l'initiative de l'abbé Bellème, curé de la paroisse voisine des Minimes. En 2006, la nouvelle propriétaire, Laurence Pujo reçoit la médaille du Vieux-Toulouse, remise par l'association des Toulousains de Toulouse, pour la restauration du château de Lanusse.
Le château se compose de plusieurs corps de bâtiment bâtis en brique. Le corps principal s'élève sur deux niveaux, séparés par un cordon de brique. Sur la façade sud, le rez-de-chaussée et l'étage sont percés de fenêtres rectangulaires. Sur la façade nord, les fenêtres sont plus étroites et ont conservé des meneaux et des linteaux en pierre. La façade est couronnée par une corniche moulurée. La travée de gauche résulte probablement d'une extension plus tardive au XIXe siècle : elle est percée de large ouvertures en plein cintre. Sur le côté ouest, en retrait par rapport au corps principal, s'élève une tour de deux étages. Elle est couronnée par une corniche moulurée et surmontée d'un toit en pavillon.

### Patrimoine rural

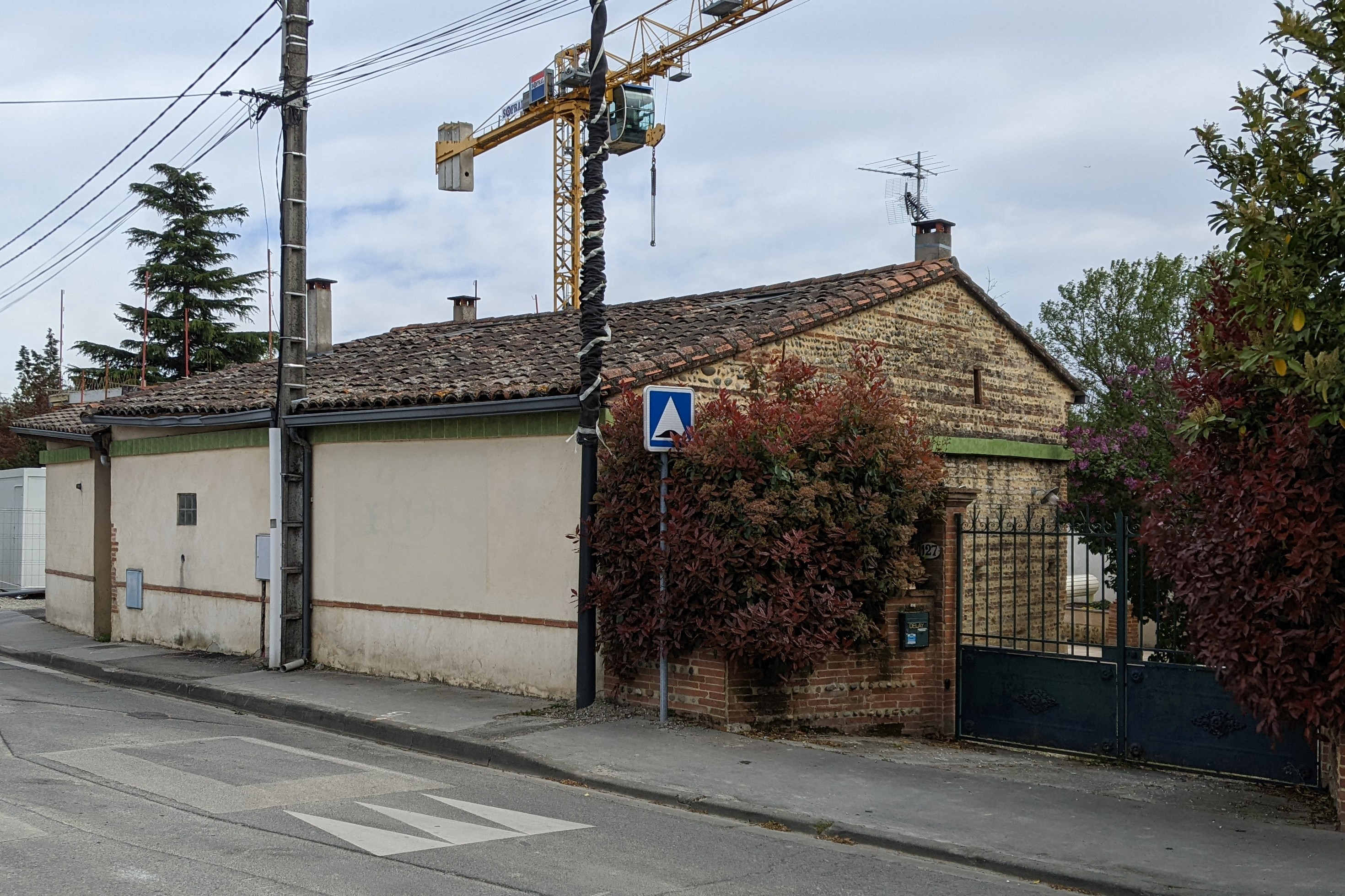
no 127 : ferme.

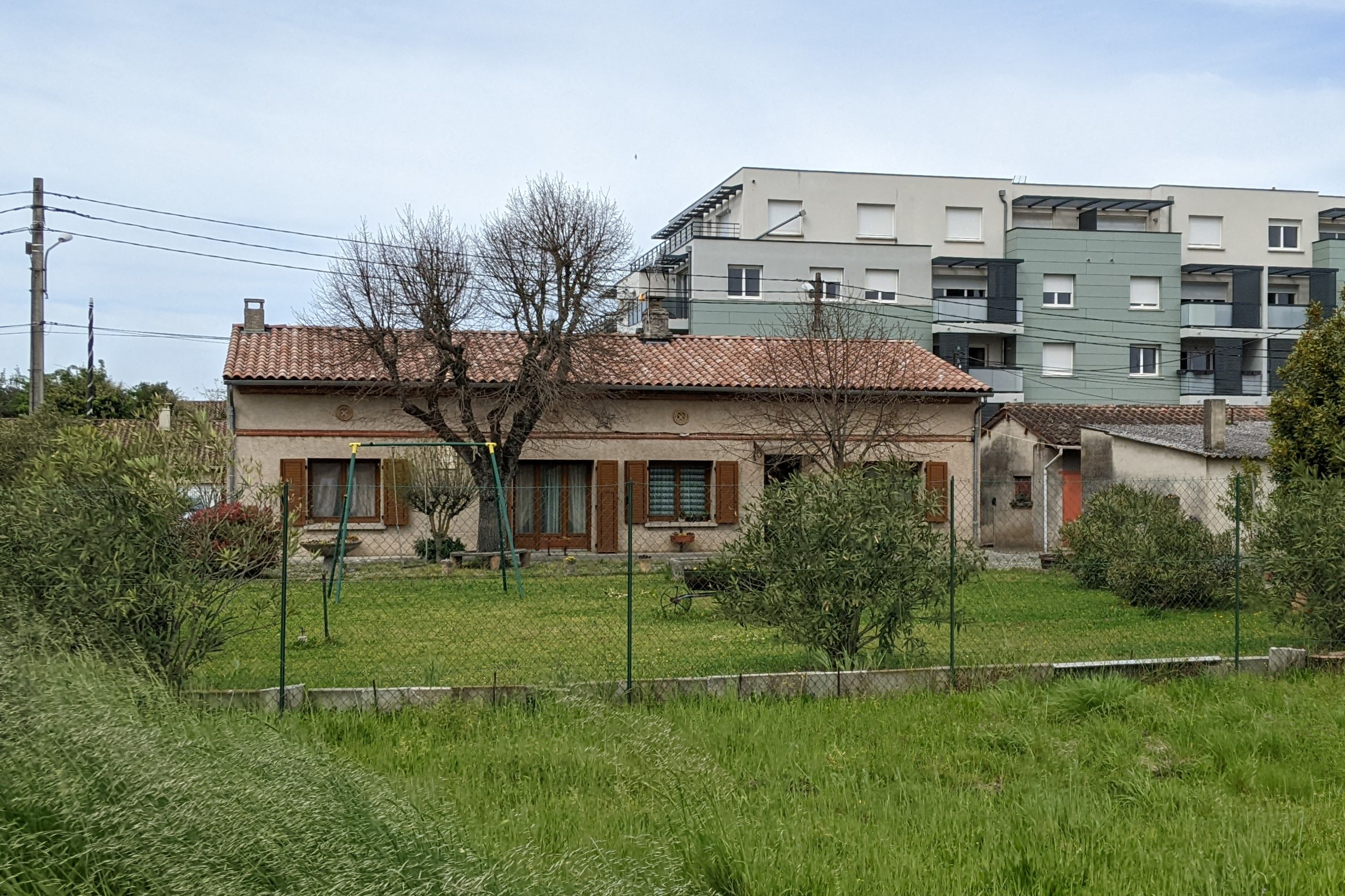
no 139 : ferme.

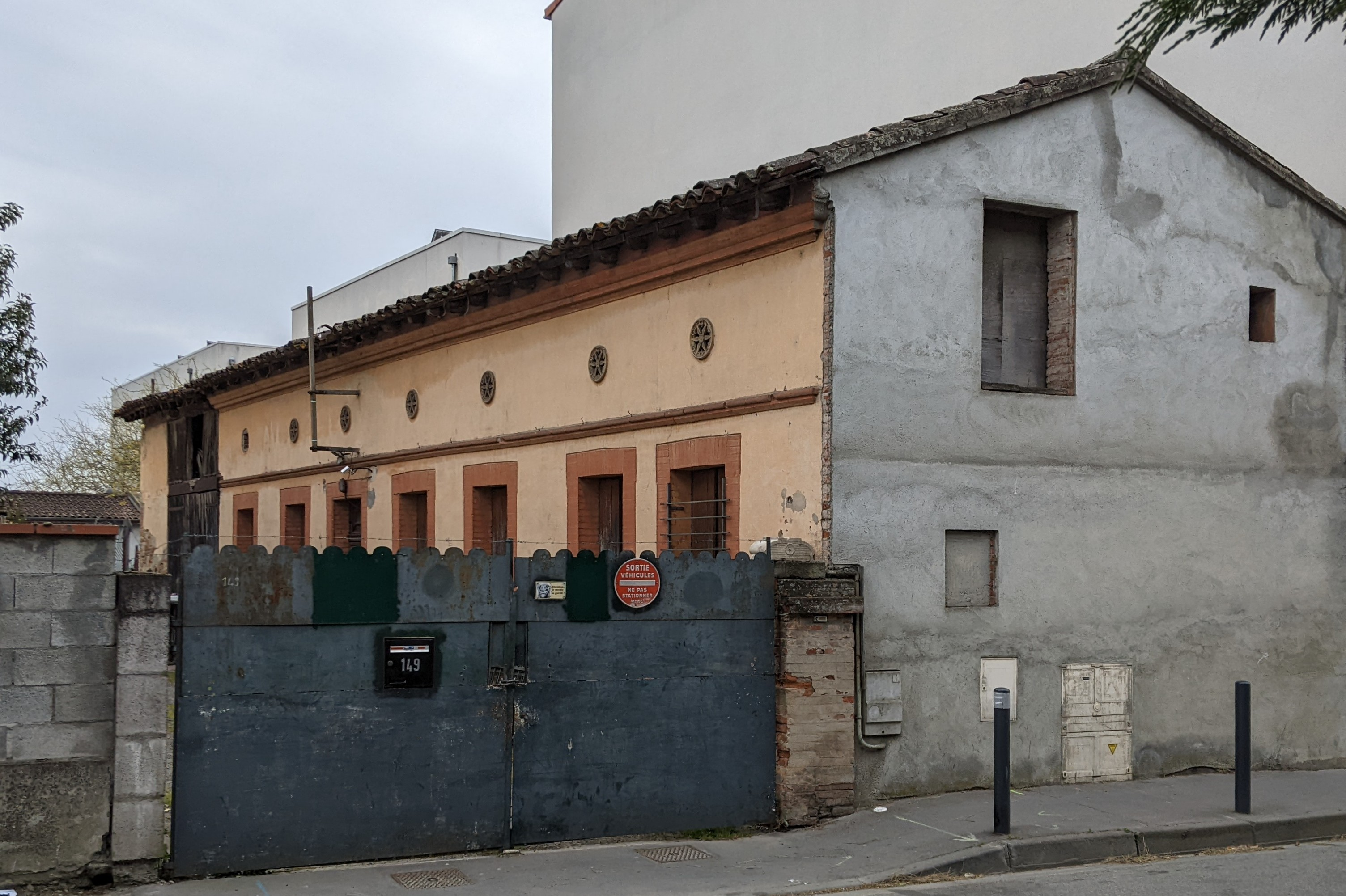
no 149 : ferme.

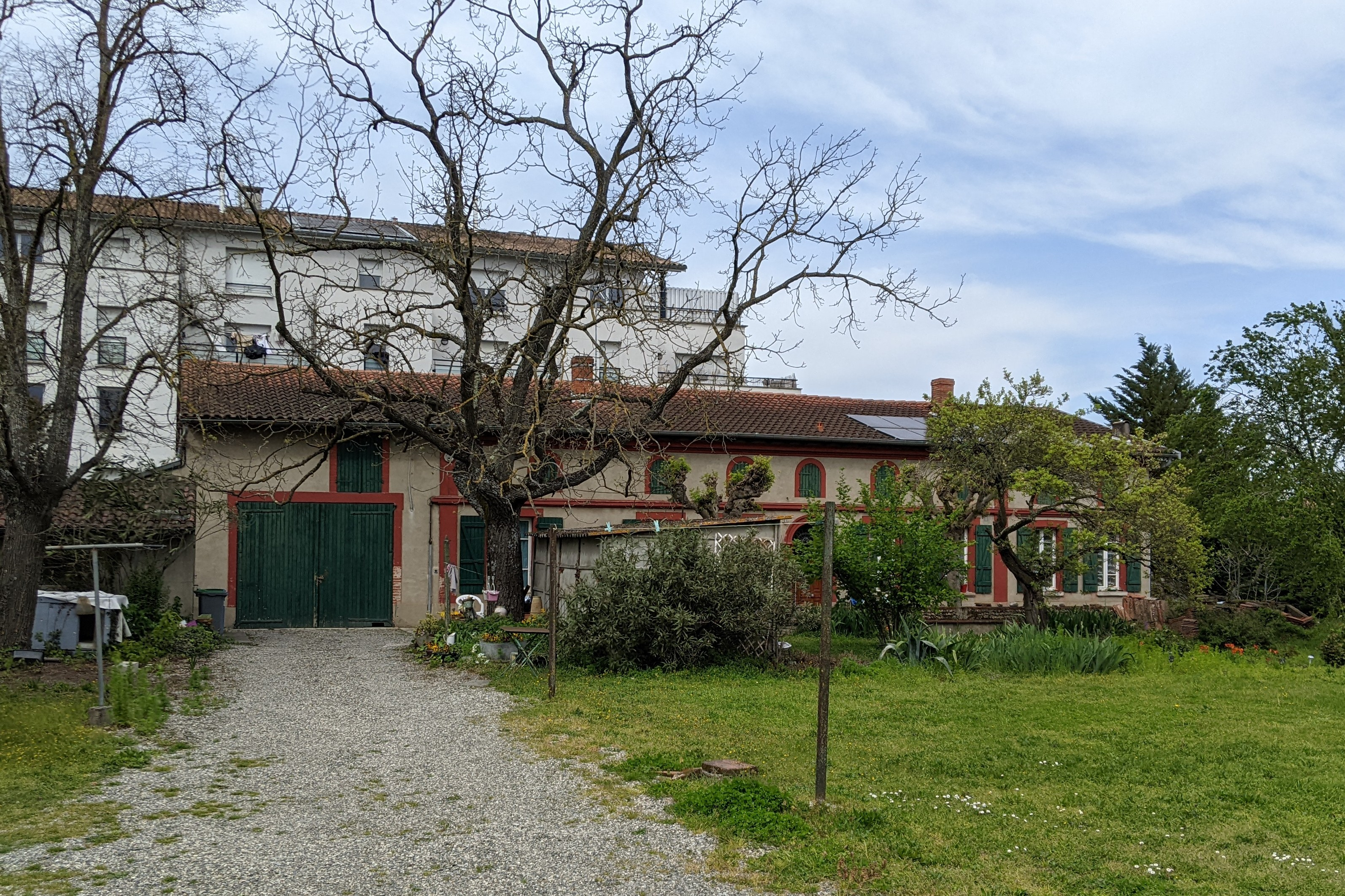
no 150 : ferme.

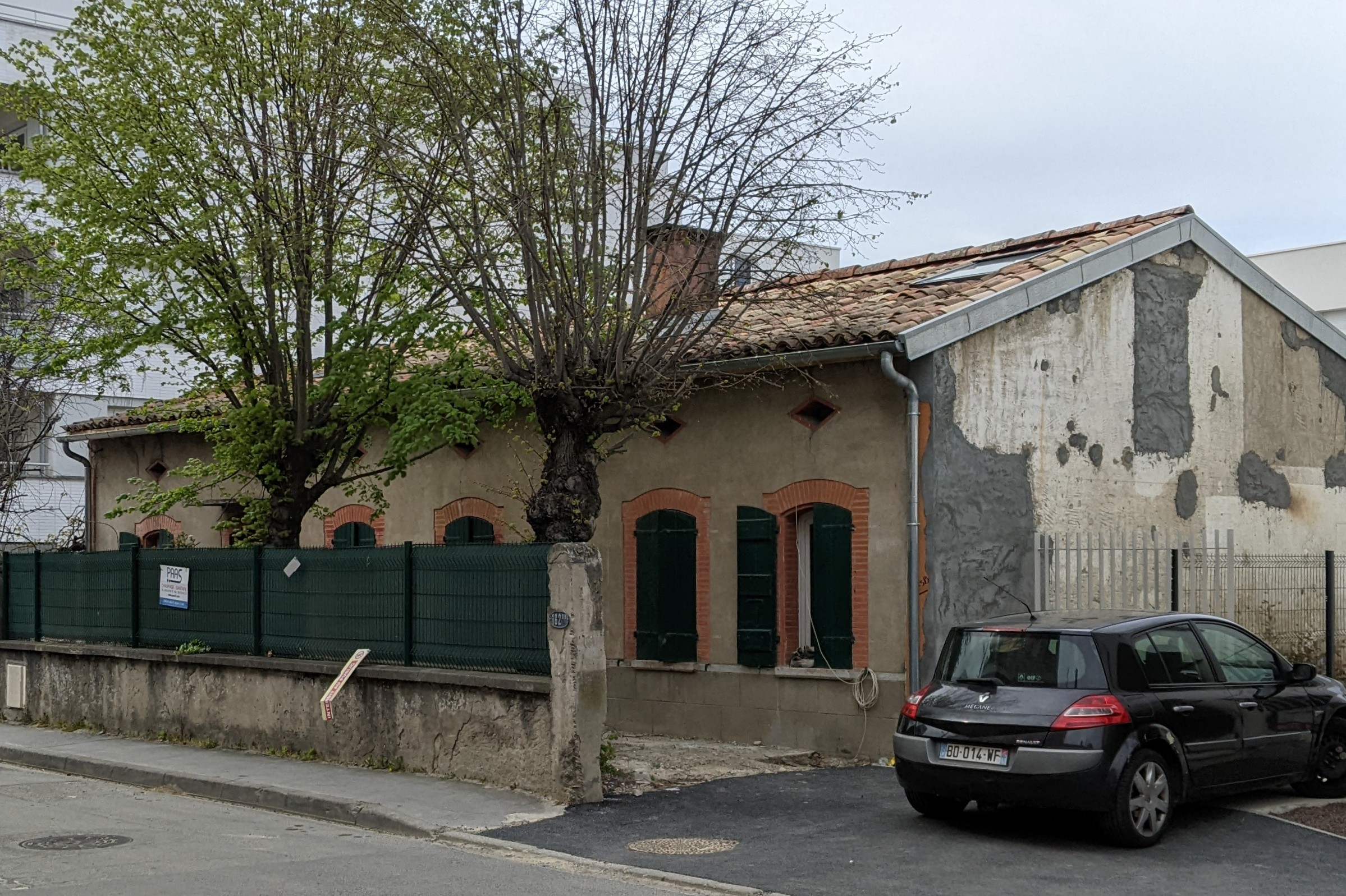
no 164 : ferme.

- no  75 : ferme (deuxième moitié du XIXe siècle)[7].
- no  77 : ferme (deuxième moitié du XIXe siècle).
- no  78 bis : ferme (deuxième moitié du XIXe siècle)[8].
- no  80 : ferme (deuxième moitié du XIXe siècle)[9].
- no  84 : ferme (deuxième moitié du XIXe siècle)[10].
- no  87 : ferme (deuxième moitié du XIXe siècle).
- no  88 : ferme (deuxième moitié du XIXe siècle)[11].
- no  97 : ferme (deuxième moitié du XIXe siècle)[12].

- no  127 : ferme. 
Cette ferme maraîchère, construite à la limite des XIXe et XXe siècles, est bâtie en assises de brique et galets. Elle est disposée parallèlement au chemin, mais la façade principale est orientée au sud. Elle développe sa façade sur quatre travées et s'élève sur deux niveaux séparés par un bandeau de céramique verte. Le niveau de comble est éclairé par des ouvertures en forme de losange. L'élévation est couronnée par une corniche moulurée[13].

- no  139 : ferme. 
Cette ferme maraîchère, construite dans la deuxième moitié du XIXe siècle, est bâtie en brique. Elle est disposée parallèlement au chemin, sur une parcelle à l'angle de la rue Paul-Valéry d'où est visible la façade principale, orientée au sud. Le bâtiment développe sa façade sur quatre travées et s'élève sur deux niveaux séparés par un cordon de brique. Le niveau de comble est percé d'ouvertures. L'élévation est couronnée par une corniche moulurée[14].

- no  149 : ferme. 
Cette ferme maraîchère, construite dans la deuxième moitié du XIXe siècle, est bâtie en assises de brique et galets. Elle est disposée perpendiculairement au chemin, la façade principale orientée à l'est. Elle développe sa longue façade sur huit travées et s'élève sur deux niveaux séparés par un cordon de brique. Le niveau de comble est aéré par des ouvertures. Le bâtiment d'habitation est prolongé au sud par un bâtiment agricole. L'élévation est couronnée par une corniche moulurée[15].

- no  150 : ferme. 
Cette ferme maraîchère est construite dans la deuxième moitié du XIXe siècle. Elle est disposée en fond de parcelle, parallèlement au chemin. L'édifice est bâti en assises de brique et galets. Au centre, le bâtiment d'origine développe sa façade sur cinq travées, encadrées de pilastres superposés, et s'élève sur deux niveaux séparés par un cordon de brique. Le niveau de comble est éclairé de petites fenêtres voûtées en berceau. Il est prolongé à l'ouest par l'ancienne remise agricole, ouverte par une porte charretière, et à l'est par une extension, surélevée en 1974. Les élévations sont couronnées par une corniche moulurée[16].

- no  164 : ferme. 
Cette ferme maraîchère, construite à la limite des XIXe et XXe siècles, est bâtie en brique. Elle est disposée parallèlement au chemin, en léger retrait. Le muret est percé d'un portail surmonté d'une aile en béton. Elle développe sa façade sur six travées et s'élève sur deux niveaux séparés par un cordon de brique. La porte est décentrée, surmontée d'un auvent en béton. Le niveau de comble est aéré par des ouvertures en forme de losange. L'élévation est couronnée par une corniche moulurée[17].

### Maisons et immeubles
- no  6 : villa La Roseraie. 
La villa La Roseraie est construite dans le deuxième quart du XXe siècle. Elle est représentative de la fin du courant régionaliste à Toulouse. Elle s'élève au fond de la parcelle, à l'angle de la route d'Albi, où se trouve l'entrée principale (actuel no 129). La villa, de plan irrégulier, se développe sur quatre niveaux – un rez-de-chaussée surélevé et trois étages. Les façades sont en appareil irrégulier de moellons de pierre sur les niveaux inférieurs, tandis que le dernier étage est en brique. Il est percé de fenêtres en plein cintre qui évoquent des mirandes, caractéristiques de l'architecture classique toulousaine au XVIIe siècle. Des carreaux de céramique vernissée beige et verte couronnent les élévations[18].

- no  10 : maison (deuxième quart du XXe siècle)[19].
- no  18 : villa Andrée (deuxième moitié du XIXe siècle)[20].
- no  26 : maison (deuxième quart du XXe siècle)[21].
- no  46 : maison de plaisance (XVIIIe – XIXe siècle)[22].
- no  76 : maison (deuxième quart du XXe siècle)[23].
- no  113 : siège régional de TotalEnergies Renouvelables.

### Jardins et parcs publics
- parc de la Maourine. 
Le parc de la Maourine est aménagé en 2001, afin d'accompagner l'urbanisation du nouveau quartier de Borderouge sur les anciens terrains maraîchers de Lalande et de Croix-Daurade. Il tient d'ailleurs son nom d'une métairie qui appartenait au XVIe siècle à un certain Antoine Maury (emplacement de l'actuel Centre d'accueil du Muséum). Le parc est limité au nord par le chemin de Lanusse et accessible par deux entrées différentes, face au chemin Pujibet (ancien no 91) et au carrefour de l'avenue Maurice-Bourgès-Maunoury (ancien no 109).

- complexe sportif Borderouge.